# Campoletis signata
Campoletis signata là một loài tò vò trong họ Ichneumonidae.